# Anthurium effusispathum
Anthurium effusispathum är en kallaväxtart som beskrevs av Thomas Bernard Croat. Anthurium effusispathum ingår i släktet Anthurium och familjen kallaväxter. Inga underarter finns listade.